# When the Money's Gone
"When the Money's Gone" é o quarto single norte-americano extraído do vigésimo quinto álbum de estúdio da cantora e atriz americana Cher, Living Proof. Foi lançado em 2003 e atingiu a primeira posição no Hot Dance Club Songs da Billboard e a segunda posição no Hot Dance Singles Sales.

## Informação sobre a canção
Bruce Roberts, compositor da música, lançou a sua versão da canção como uma faixa em seu álbum Intimacy, de 1995, com Elton John como backing vocals. Em 2001, Cher lançou sua própria versão como faixa de seu próximo álbum, Living Proof. Em 2003, "When the Money's Gone" e "Love One Another " foram lançadas por Cher como quarto e último single americano. O single ganhou uma indicação ao Grammy de Melhor Gravação Dance. Ela perdeu o prêmio para a música de Kylie Minogue, "Come Into My World". Cher cantou "Love One Another", na The Farewell Tour e foi cantado como parte do Love Medley na quinta parte da turnê,apenas na Europa.

### Charts
| Chart (2003)                                | Peak position |
| ------------------------------------------- | ------------- |
| Romania (Romanian Top 100)                  | 72            |
| Estados Unidos (Billboard Dance Club Songs) | 1             |
| US Dance Singles Sales (Billboard)          | 2             |

| Chart (2003)                    | Peak position |
| ------------------------------- | ------------- |
| US Dance Club Songs (Billboard) | 49            |